# (34471) 2000 SE115
2000 SE115 (asteroide 34471) é um asteroide da cintura principal. Possui uma excentricidade de 0.12327880 e uma inclinação de 2.04985º.
Este asteroide foi descoberto no dia 24 de setembro de 2000 por LINEAR em Socorro.